# Toulon
Toulon [tuˈlõ] (okzitanisch Tolon, italienisch Tolone) ist eine französische Stadt mit 180.834 Einwohnern (Stand 1. Januar 2022) im Département Var in der Region Provence-Alpes-Côte d’Azur. Toulon ist die Hauptstadt des Départements Var und liegt an der Mittelmeerküste (Côte d’Azur) am östlichen Ende des Golfe du Lion, rund 70 Kilometer südöstlich von Marseille. Die Hafenstadt ist der Heimathafen der Französischen Marine im Mittelmeer (siehe auch Militärhafen Toulon). Mit dem Umland zusammen hat Toulon über 570.000 Einwohner.

## Geschichte

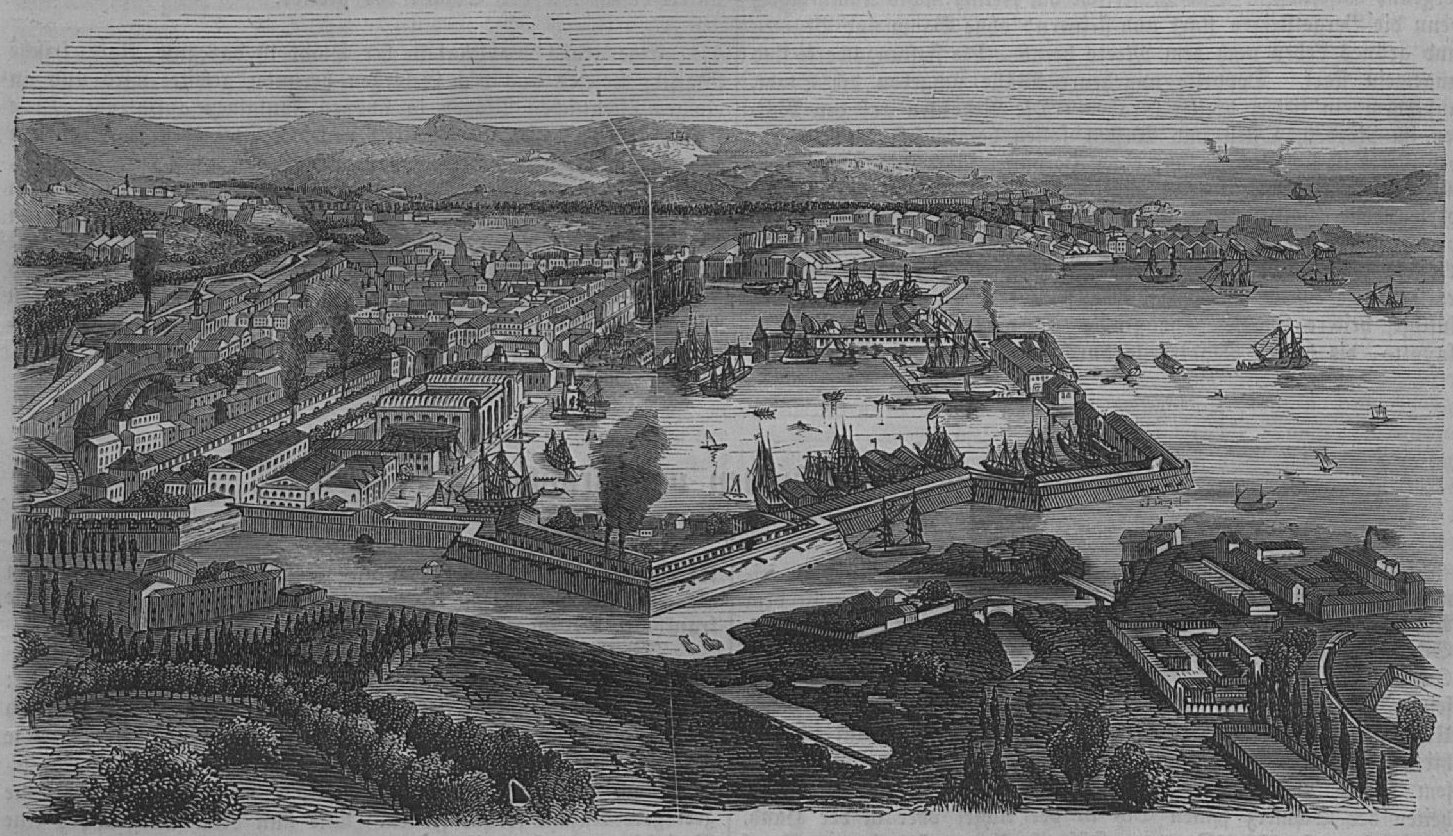
Toulon 1855

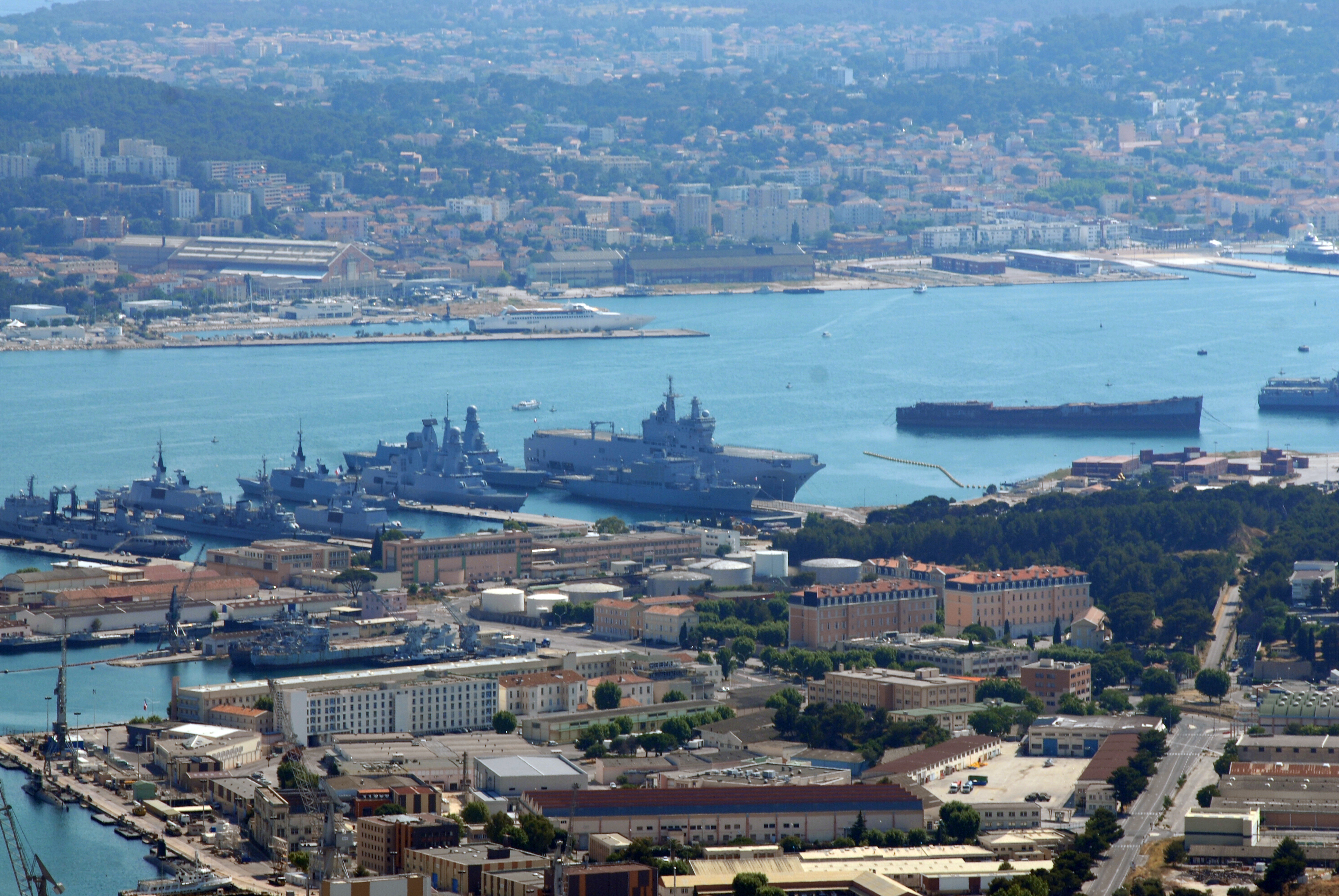
Militärhafen

Die Küstenregion um Toulon ist mindestens seit der Altsteinzeit von Menschen besiedelt, wie Funde in der Cosquer-Höhle gezeigt haben. Seit etwa dem 7. Jahrhundert v. Chr. bestanden Handelsniederlassungen an der Küste, die von griechischen Seefahrern aus Kleinasien gegründet worden waren. Ab etwa dem 4. Jahrhundert v. Chr. sind Kelten in der Gegend nachweisbar. Im 2. Jahrhundert v. Chr. besetzten römische Truppen die Küstenregion und gründeten die Hafenstadt Telo Martius, benannt möglicherweise nach einer ligurischen Göttin „Telo“ oder von lat. tolus („Fuß eines Hügels“) und dem Kriegsgott Mars, aus der später Toulon hervorging. In der Antike war Telo Martius als ein Zentrum der Herstellung von Purpur bekannt. Gegen Ende des Römischen Reichs wurden die Stadt und Region christianisiert. Im frühen Mittelalter war die Stadt wiederholt Angriffen von Sarazenen und Piraten ausgesetzt.
Nach der Angliederung der Provence an Frankreich im Jahr 1486 wurde Toulon allmählich zum Militärhafen ausgebaut. Insbesondere unter dem Minister Ludwigs XIV. Jean-Baptiste Colbert wurden die Befestigungsanlagen und Hafenanlagen nach Plänen von Sébastien Le Prestre de Vauban erweitert. Im Spanischen Erbfolgekrieg wurde die Stadt durch Koalitionstruppen im Jahr 1707 erfolglos belagert. Im 18. und 19. Jahrhundert war Toulon Ausgangspunkt für verschiedene französische Marineoperationen im Mittelmeer. Am 22. Februar 1744 fand die Seeschlacht bei Toulon während des Österreichischen Erbfolgekrieges statt.

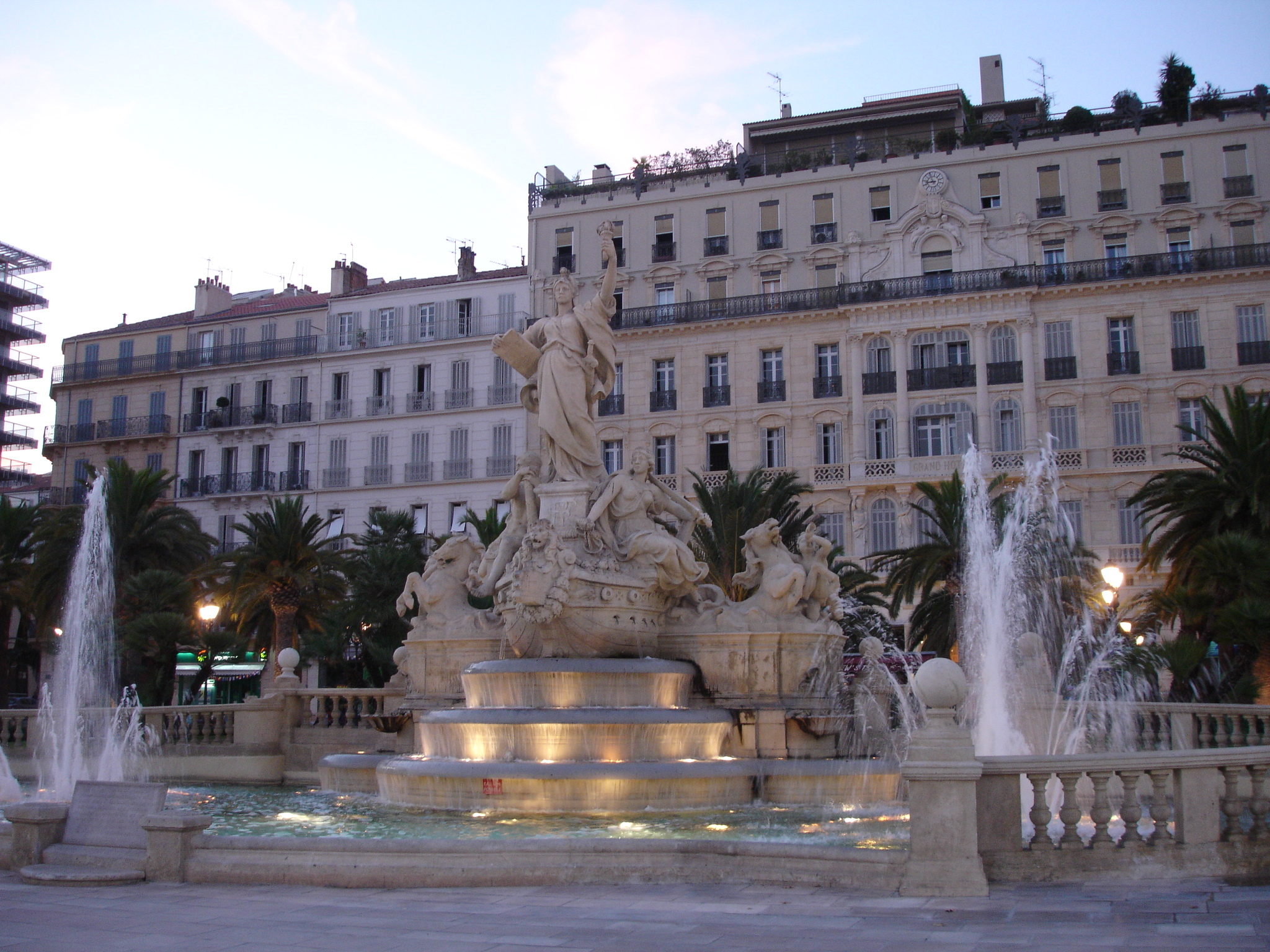
Place de la liberté

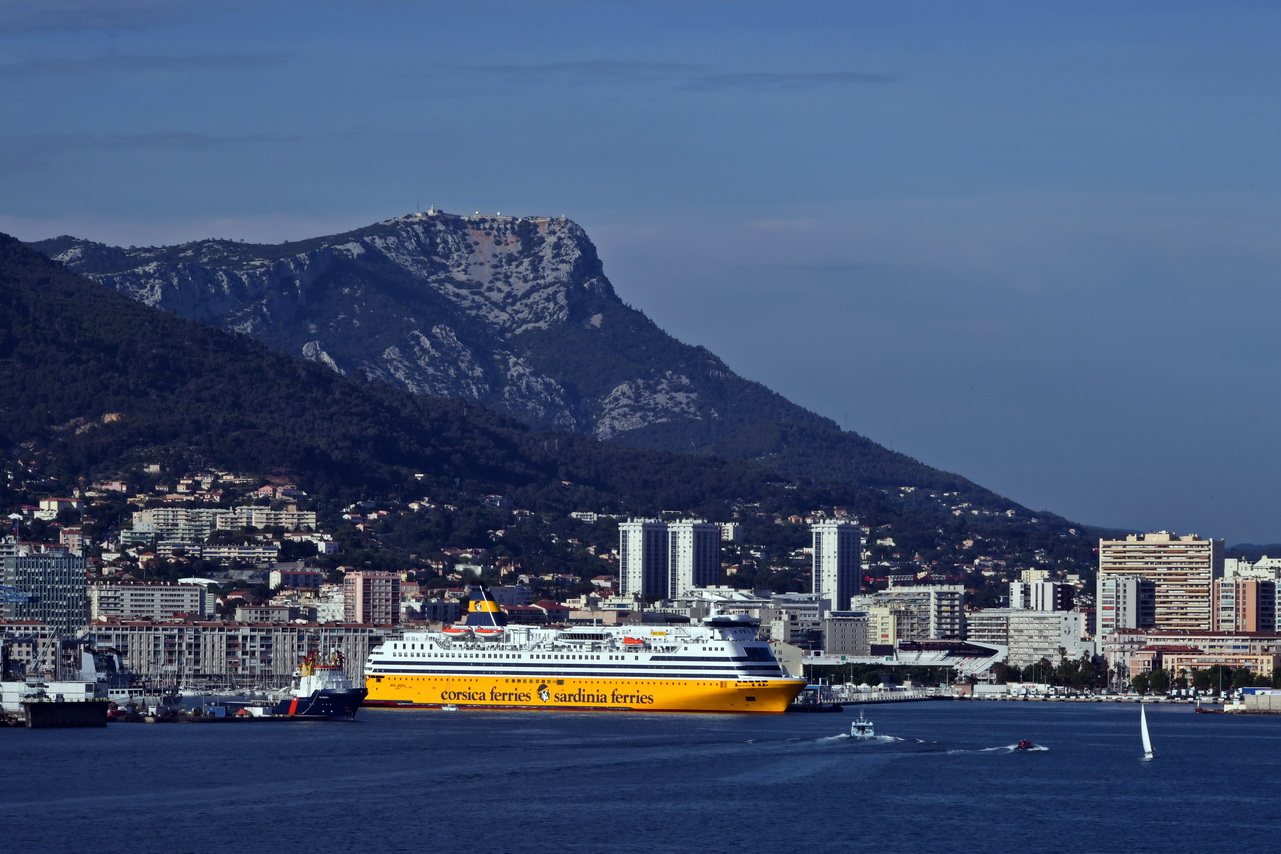
Hafen mit Fährschiff

Während der Französischen Revolution war die Auslieferung Toulons im September 1793 durch Girondisten und Royalisten an die Briten Auslöser der Septemberbewegung in Paris. Am 19. Dezember 1793 eroberte nach sechswöchiger Blockade die Revolutionsarmee die Stadt und vertrieb die Briten aus dem Ort. (→ Belagerung von Toulon (1793)) Dabei spielte Napoleon Bonaparte erstmals eine wichtige militärische Rolle. Nach der Einnahme der Stadt folgte ein blutiges Strafgericht durch die Jakobiner. Am 19. Mai 1798 brach Napoleon mit seiner Armee von Toulon aus zur Ägyptischen Expedition auf.
Im August 1935, ein Jahr vor der Regierungszeit der Front populaire, kam es in Toulon zu gewaltsamen Aufständen der Werftarbeiter gegen die restriktive Sparpolitik der Regierung. Dabei kam es zu einer Vielzahl von Toten und Verletzten; der Ausnahmezustand wurde verhängt.

### Toulon vor und während des Zweiten Weltkriegs

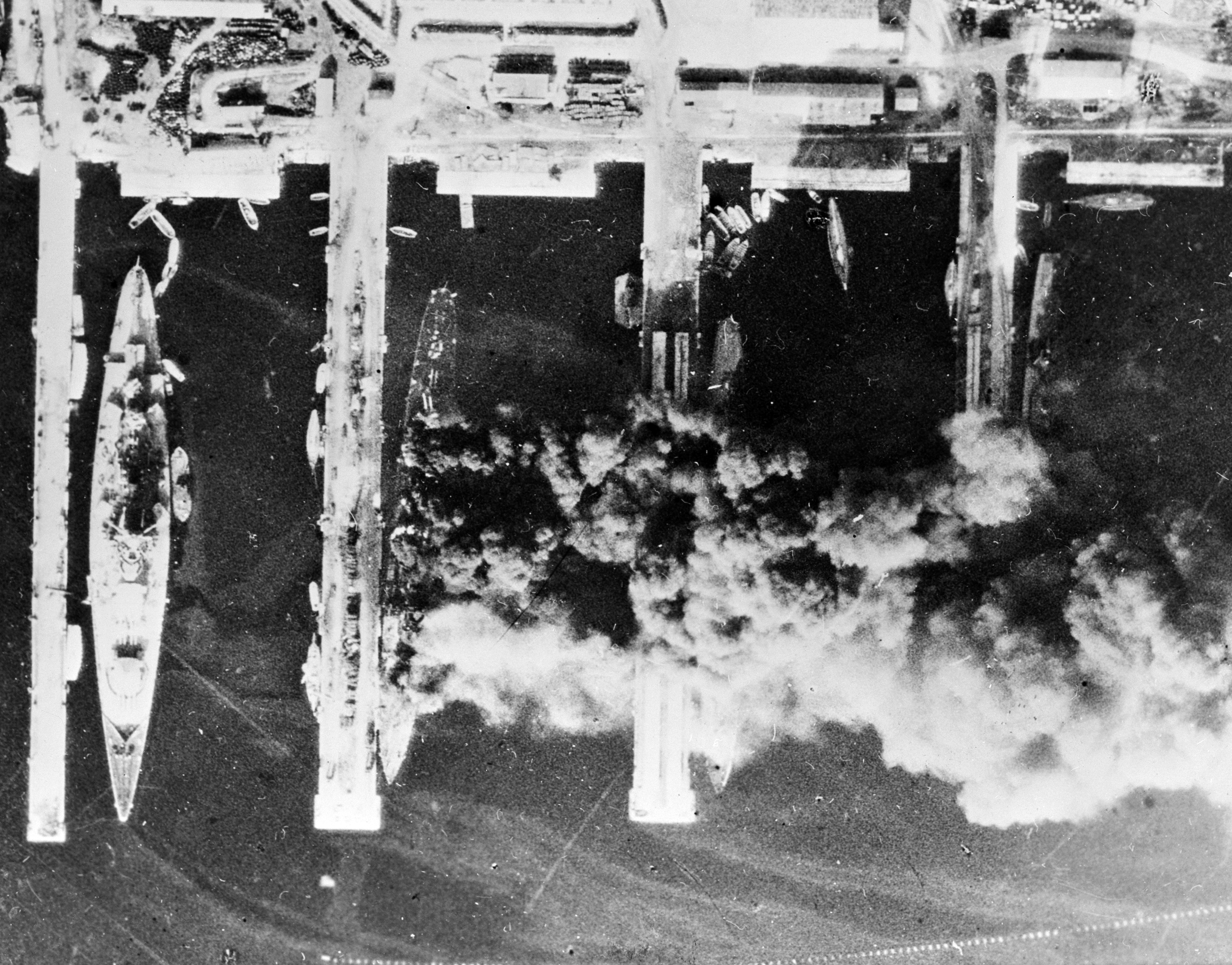
Luftaufnahme des Hafens von Toulon am 28. November 1942 mit den brennenden französischen Kriegsschiffen Strasbourg, Colbert, Algérie und Marseillaise (v. l. n. r.)

Toulons Nachbarort Sanary-sur-Mer war Exilort zahlreicher deutscher Schriftsteller und Maler in der Zeit des Nationalsozialismus: Heinrich und Thomas Mann, Arnold Zweig, Lion Feuchtwanger, Franz Hessel, Anton Räderscheidt und Bertolt Brecht. Am 27. November 1942 besetzten deutsche Truppen im Rahmen des Unternehmens Lila Toulon. Um nicht in deutsche Hände zu fallen, versenkte sich daraufhin die in Toulon ankernde französische Flotte selbst (Selbstversenkung der Vichy-Flotte). Der 24. November 1943 brachte der Stadt den schwersten alliierten Bombenangriff mit rund 500 Toten.

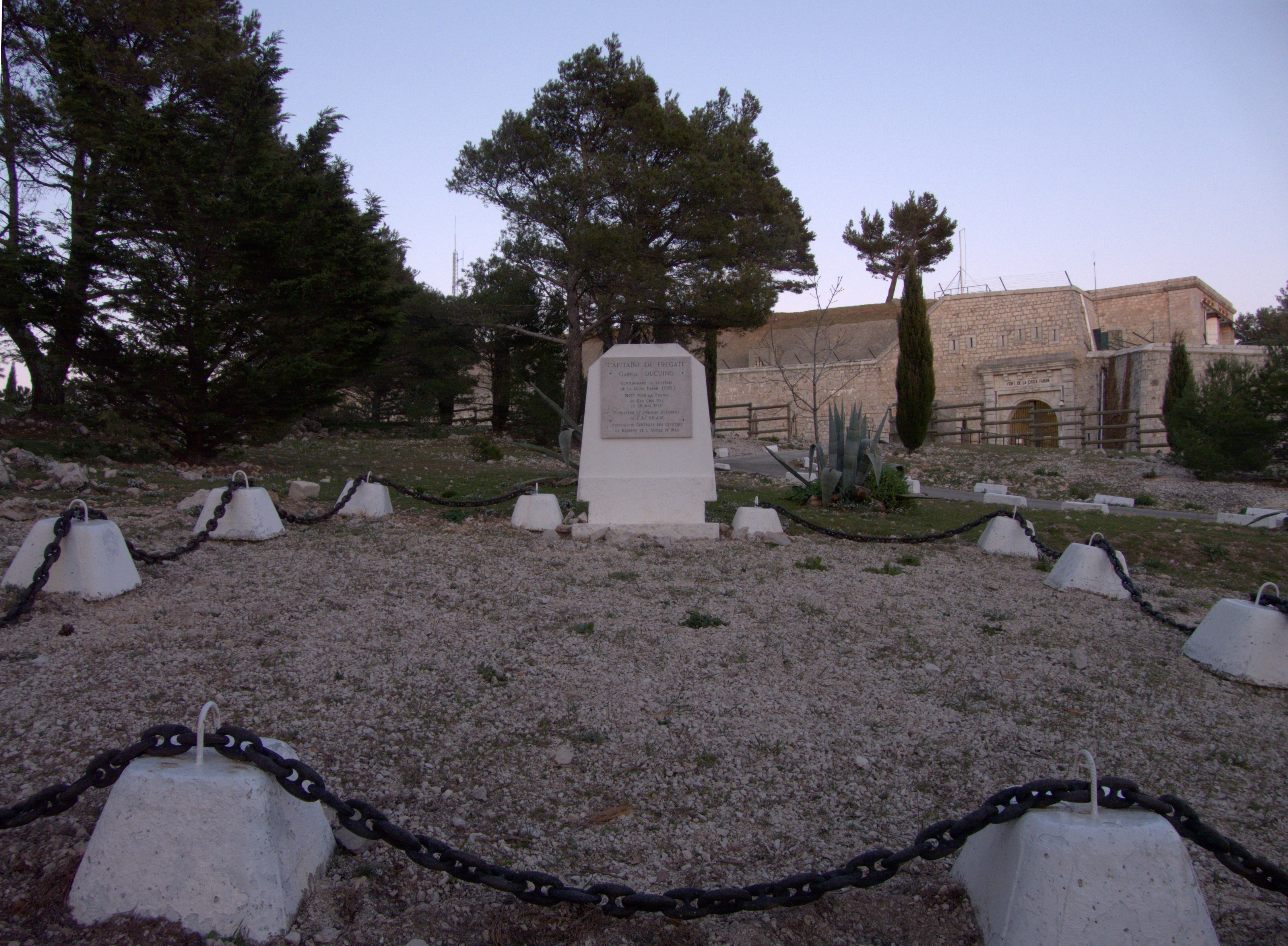
Blick auf das Mémorial Mont Faron

Am 15. August 1944 landeten die Alliierten an der Küste des Var und starteten die Operation Dragoon. Sie führte zur Kapitulation der deutschen Truppen und der Befreiung von Toulon am 28. August 1944. Am 20. September 1944 war der Hafen für die Alliierten wieder operativ.  Am 13. Mai 1945 gewann der Parti communiste français den zweiten Wahlgang für die Stadtregierung.

### Toulon: Stadt der Internierungen und Deportationen
1964 wurde auf dem Mont Faron (Lage) ein Denkmal zur Erinnerung an die Landung der Alliierten eingeweiht, das Mémorial Mont Faron. Am Boulevard du 112e Régiment d’Infanterie (Lage) befindet sich eine größere Gedenkstätte, über deren Eingang der Schriftzug Mémorial de la Déportation et de l’Internement prangt. Die Geschichte dieses Ortes erschließt sich fast ausschließlich aus den im Außenbereich angebrachten Gedenktafeln; eine systematische Darstellung der Internierungs- und Deportationsgeschichte fehlt.
Ein Hinweis findet sich bei Christian Eggers, der im Stadtteil La Rode rund um das heutige Lycée Dumont D’Urville (Lage) ein Lager für „feindliche Ausländer“ verortet, in dem ab September 1939 vorwiegend deutsche und österreichische Emigranten interniert wurden. Das Lager wurde aber bereits im Oktober 1939 wieder geschlossen und die Internierten nach dem Camp des Milles verlegt.
Eine Gedenktafel links über der Tür zum Inneren der Gedenkstätte widmet diese den Opfern der unter dem Vichy-Regime begangenen rassistischen und antisemitischen Verfolgungen. Eine weitere Gedenktafel ehrt die, die gestorben sind, damit Frankreich am Leben bleibt: die durch die Faschisten und Nazis internierten, deportierten, getöteten, erschossenen und gefolterten Widerstandskämpfer. Diese Gedenktafel befindet sich am Fuße eines Lothringerkreuzes am linken Rand der Anlage. Die dritte Gedenktafel befindet sich rechts der Anlage am Fuße einer Skulptur, die einen gequälten und bis auf die Knochen abgemagerten KZ-Häftling symbolisiert. Die Gedenktafel beinhaltet ein Gedicht von Marcelle Dudach-Roset (1918–1948), einer französischen Widerstandskämpferin, die Im KZ Ravensbrück inhaftiert war.

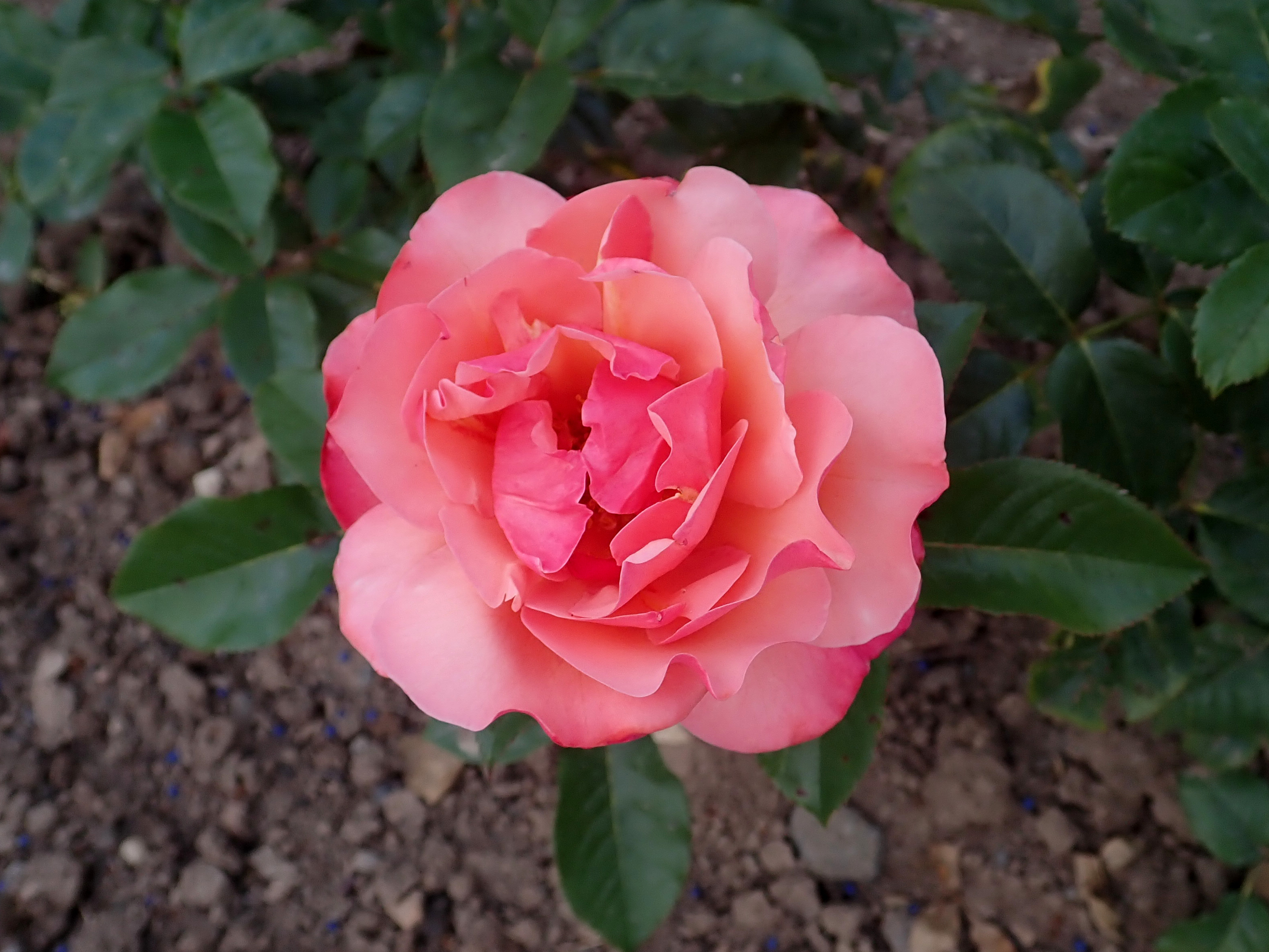
Die Rose Résurrection

Die Überschrift lautet La rose « Résurrection » de Ravensbrück („Die Rose der Auferstehung von Ravensbrück“) und der Text: „… Ich bin „Auferstehung“ // Und durch alle Jahre hindurch // Durch alle Jahreszeiten hindurch // Werde ich der Zeuge des Lebens bleiben // Der vor der Barbarei // Alle Kinder der Welt schützen wird // Selbst wenn ich zur Hagebutte geworden bin // Alle Wege erhellend …“ Marcelle Dudach-Roset initiierte 1973 die Züchtung dieser Rose von Ravensbrück, die nach einer zwischenzeitlichen Nachzüchtung an mehr als 600 Gedenkorten gepflanzt wurde, darunter vielen Orten in Frankreich, wo auch die erste Anpflanzung der Rose Résurrection stattfand.
1984 wurden von der Gedenkstätte Yad Vashem die Familie Teillard und die beiden Ordensschwestern Marie-Thérèse Roux und Jeanne Hertel als Gerechte unter den Völkern ausgezeichnet, weil sie während der Zeit der Besatzung einer jüdischen Familie geholfen hatten. Am 16. Juli 2023 standen sie Mittelpunkt einer Gedenkveranstaltung am Mémorial de l’internement et de la déportation.

### Toulons jüngste Geschichte
1968 wurde die Universität Toulon-Var gegründet. Die Gendarmerie Maritime richtete ihr Nationales Ausbildungszentrum (C.N.I.G.M) in Toulon ein.
1995 erreichte die rechtsextreme Partei Front National bei Kommunalwahlen in Toulon erstmals in einer französischen Großstadt die Mehrheit und stellte mit Jean-Marie Le Chevallier den Bürgermeister; dieser wurde 2001 von Hubert Falco (UMP) abgelöst.

### Bevölkerungsentwicklung
| Jahr                       | 1962    | 1968    | 1975    | 1982    | 1990    | 1999    | 2006    | 2016    |
| Einwohner                  | 161.797 | 174.746 | 181.801 | 179.423 | 167.619 | 160.639 | 167.816 | 171.953 |
| Quellen: Cassini und INSEE |         |         |         |         |         |         |         |         |

## Wappen
Die Stadt Toulon verfügt über ein großes und kleines Wappen.

Großes Wappen der Stadt Toulon

|                         | Kleines Wappen der Stadt Toulon                           |
| Wappen der Stadt Toulon | Blasonierung: „In Blau ein durchgehendes goldenes Kreuz.“ |
| Wappen der Stadt Toulon |                                                           |

## Politik
Die Bürgermeister seit 1900:
| - 1900–1904: Victor Micholet - 1904–1909: Marius Escartefigue (SFIO) - 1909–1909: Muller - 1909–1912: Joseph Gasquet - 1912–1919: Victor Micholet - 1919–1929: Émile Claude (SFIO) - 1929–1940: Marius Escartefigue - 1940–1944: Albert Coulon - 1944–1945: Franck Arnal (SFIO) - 1945–1947: Jean Bartolini (PCF) | - 1947–1948: Paul Baylon (RPF) - 1948–1953: Louis Puy (RPF) - 1953–1955: Édouard Le Bellégou (SFIO) - 1953–1955: Célestin Forno - 1955–1959: Édouard Le Bellégou (SFIO) - 1959–1985: Maurice Arreckx (RI, UDF-PR) - 1985–1995: François Trucy (UDF-PR) - 1995–2001: Jean-Marie Le Chevallier (FN) - 2001–2023: Hubert Falco (DL, UMP, LR) - seit 2023: Josée Massi |

## Sehenswürdigkeiten

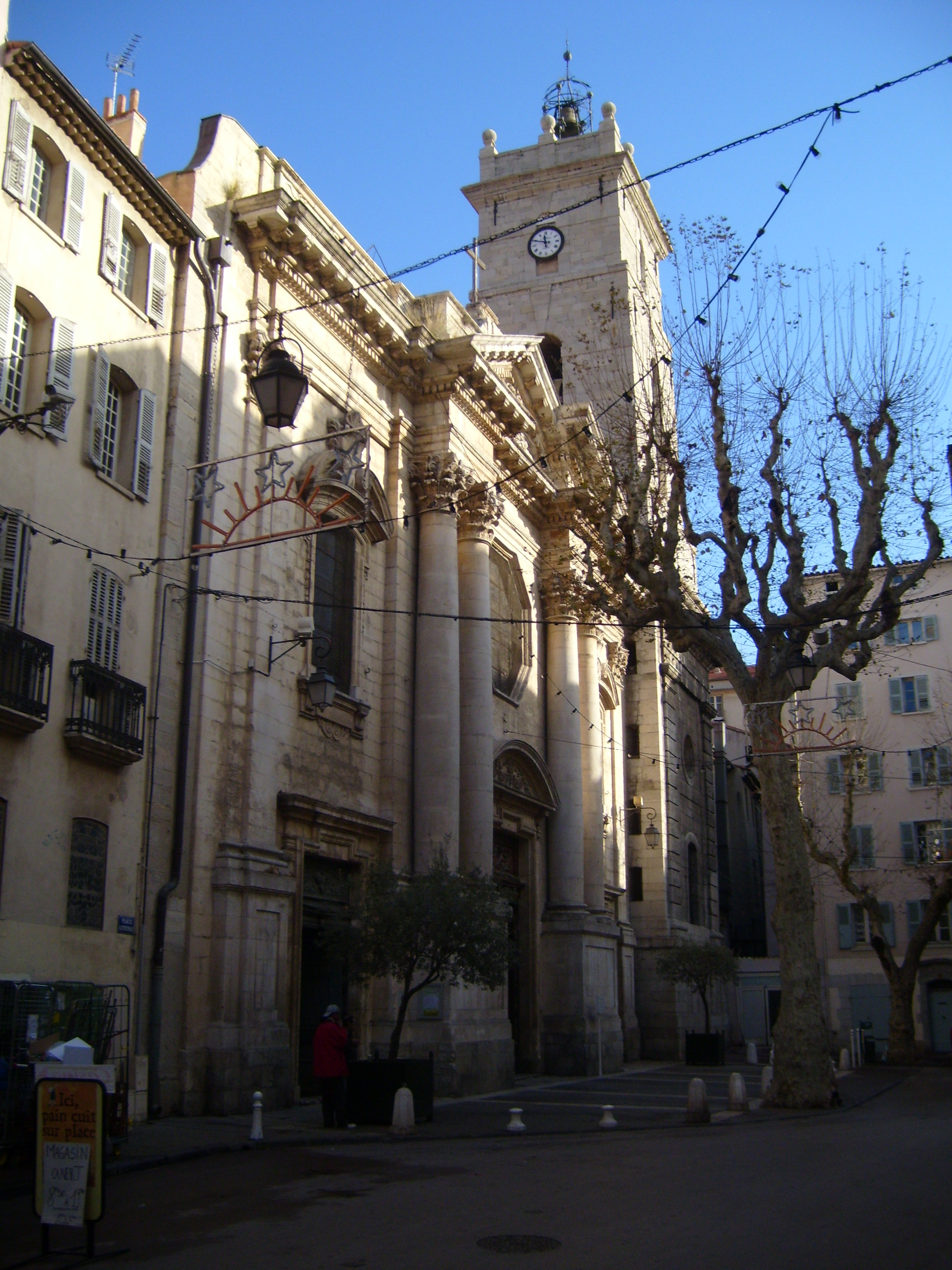
Kathedrale

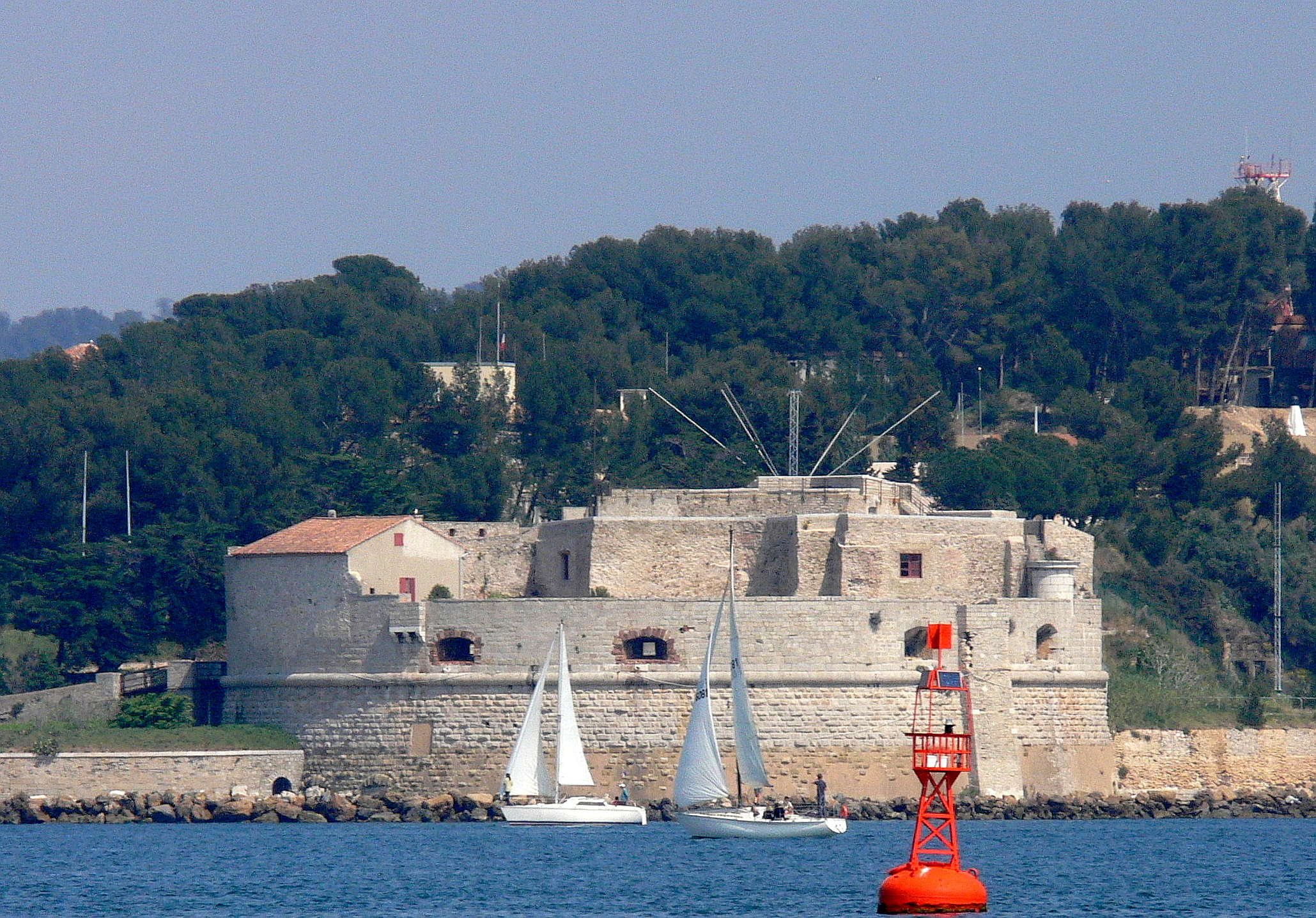
Tour royale in Toulon

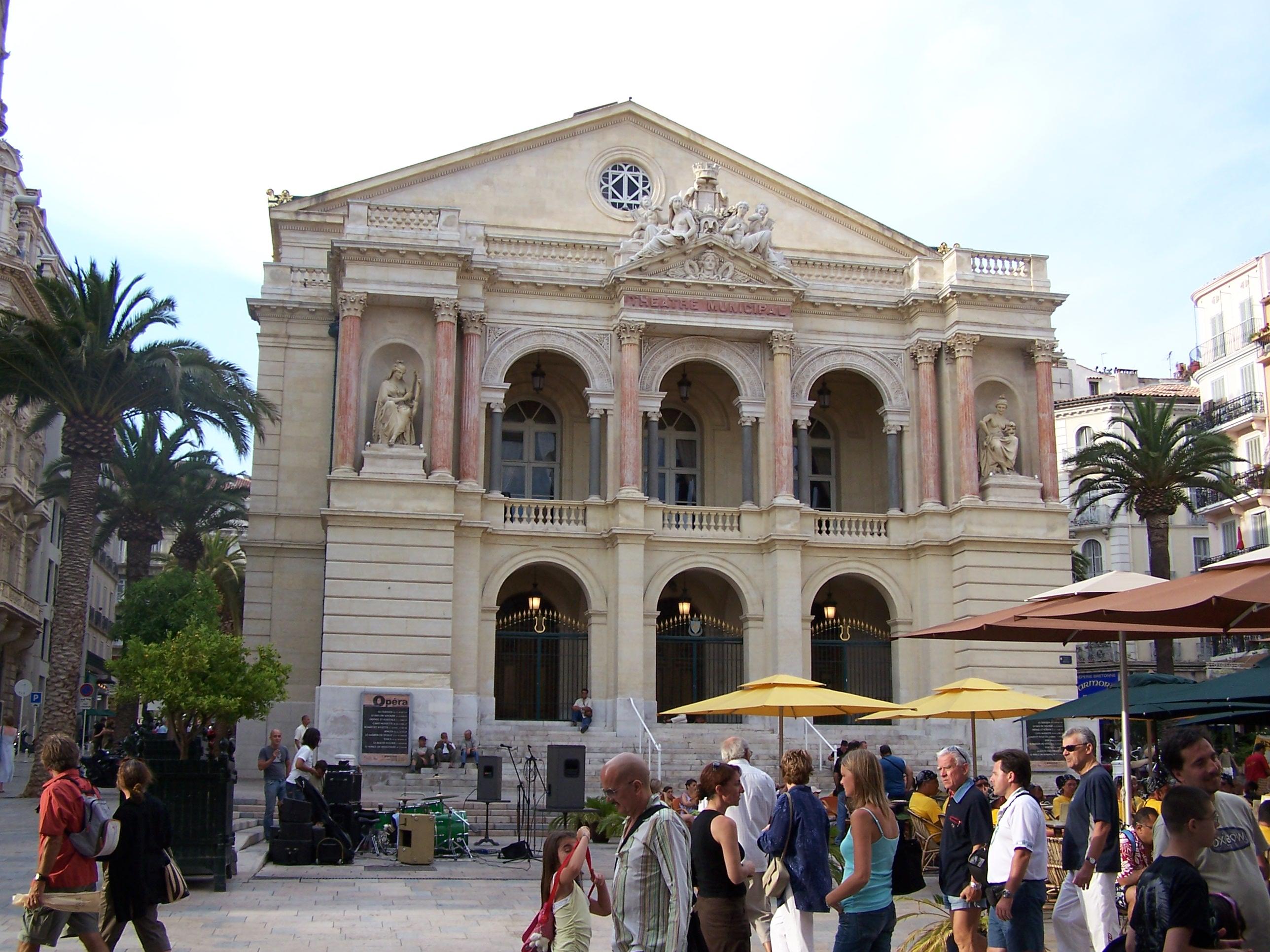
Oper

Zu den bedeutendsten Sehenswürdigkeiten der Stadt zählen:
- Place Puget mit der Fontaine aux Dauphins (1780)
- Place Raimu mit Oper
- Place de la Liberté
- Kathedrale von Toulon Sainte-Marie de la Seds, Bischofskirche des Bistums Fréjus-Toulon
- Kirche Saint-Louis, klassizistisch
- Mont Faron (542 m) mit Zoologischem Garten
- Fort Balaguier
- Le Musée national de la Marine
- Le Marché du Cours Lafayette
- Les Anciennes Fortifications de la Rade
- Denkmal Heinrich Heine im Botanischen Garten / Mourillon. Das Heine-Denkmal wurde von Louis Hasselriis 1873 im Auftrage der Kaiserin Elisabeth von Österreich-Ungarn für den Park ihres Schlosses Achilleion auf Korfu geschaffen. Nachdem Kaiser Wilhelm II. das Schloss erworben hatte, wurde das Denkmal entfernt und gelangte zuerst nach Hamburg und schließlich nach Toulon.

## Wirtschaft
Bedeutendste Wirtschaftszweige sind der Schiffbau sowie der Handel, der über den Hafen abgewickelt wird. Auch das Militär ist ein bedeutender Arbeitgeber.

## Verkehr

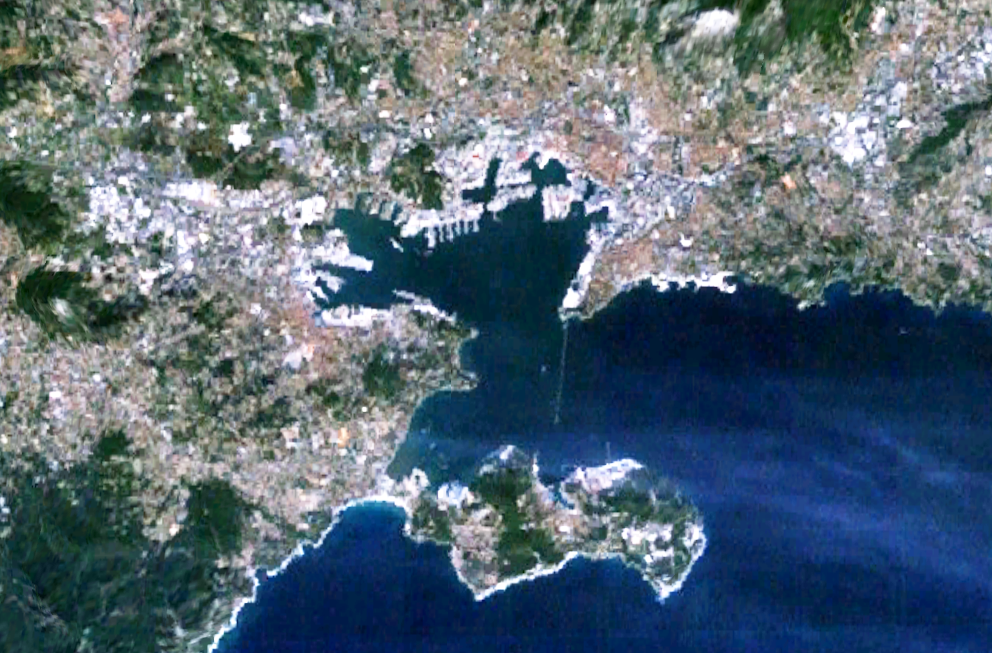
Satellitenbild

Neben dem Hafen, von dem aus Schiffsverbindungen u. a. nach Korsika und zu den Îles d’Hyères angeboten werden, existiert ein Fernbahnhof an der Bahnstrecke Marseille–Ventimiglia mit Verbindungen nach Marseille und Nizza. Beide Städte sind auch über die Küstenautobahnen A 50 (Marseille) und A 57 (Nizza) zu erreichen, die Toulon untertunneln. Der Flughafen Toulon-Hyères liegt ca. 20 Kilometer östlich von Toulon, zu erreichen über die A 570 bzw. mit dem Airport-Bus von Sodetrav. Von dort aus gibt es Flüge unter anderem nach Paris-Orly und London-Stansted (Stand: Februar 2006). Der nächste größere Flughafen ist Marseille.

## Bildung
- Institut supérieur de l’électronique et du numérique

## Partnerstädte
Toulon unterhält Städtepartnerschaften mit Mannheim (Deutschland) sowie mit den (Kriegs-)Hafenstädten La Spezia (Italien), Norfolk (Virginia, Vereinigte Staaten) und Kronstadt (Russland). Zudem ist Toulon Mitglied des Bundes der europäischen Napoleonstädte.

## Trivia
Aufgrund der Stationierung der französischen Marine in Toulon wird aus Sicherheitsgründen bei Kartendiensten (z. B. Apple Maps, Google Maps) ein größerer zusammenhängender Teil des Küstenbereiches (einschließlich des angrenzenden Küstenbereiches der Stadt La Seyne-sur-Mer) unkenntlich dargestellt.

## Persönlichkeiten

### Ehrenbürger
- Schwester André (1904–2023) ist mit 118 Jahren die älteste Ordensschwester der Welt und zugleich älteste Europäerin.[14]

### Persönlichkeiten, die vor Ort gewirkt haben
- Jean-François Carteaux (1751–1813), General; belagerte Toulon 1793
- Jean-Antoine Verdier (1767–1839), Général de division; bewahrte Toulon 1815 vor der Plünderung
- Capucine (1928–1990), Schauspielerin
- Boris Cyrulnik (* 1937), Neurologe, Psychiater und Ethologe; Studiendirektor der Fakultät der Humanwissenschaften der Universität Toulon-Var
- Michael Hollington (* 1942), Anglist; Englischprofessor an der Universität Toulon
- Lucile Bordes (* 1971), Hochschullehrerin an der Universität Toulon-Var
- Josuha Guilavogui (* 1990), Fußballspieler